# Botanical Journal of the Linnean Society
Botanical Journal of the Linnean Society is het botanische tijdschrift van de Linnean Society of London. In 1969 is het tijdschrift geïntroduceerd als voortzetting van Journal of the Linnean Society (Botany) . Het tijdschrift verschijnt elke maand en wordt uitgegeven door Wiley-Blackwell. De huidige hoofdredacteur is Mike Fay. 
In het tijdschrift worden onderzoeksartikelen gepubliceerd over systematische en evolutionaire botanie van alle planten en schimmels. Tevens wordt er gepubliceerd over vergelijkende studies van hedendaagse en fossiele planten. Ook worden er overzichtsartikelen gepubliceerd waarin diverse vakgebieden worden geïntegreerd in een taxonomisch kader zoals anatomie, celbiologie, ecologie, etnobotanie, elektronenmicroscopie, ontwikkelingsbiologie, paleobotanie, pollenanalyse, en fytochemie. Het tijdschrift publiceert uitsluitend over nieuwe taxa in uitzonderlijke omstandigheden of als onderdeel van grotere monografische of fylogenetische revisies. 
De artikelen worden voor publicatie onderworpen aan peer review door gekwalificeerde, onafhankelijke wetenschappers. Het is mogelijk om artikelen online in te dienen voor peer review. Nadat ingediende artikelen de toets der kritiek hebben doorstaan, kan publicatie volgen. 
In botanische literatuurverwijzingen wordt vaak de standaardafkorting 'Bot. J. Linn. Soc.' gebruikt.

## Voorbeeldartikel
- A new Coryphoid palm genus from Madagascar[dode link]; John Dransfield FLS, Mijoro Rakotoarinivo, William J. Baker FLS, Ross P. Bayton, Jack B. Fisher FLS, James W. Horn, Bruno Leroy & Xavier Metz; in Botanical Journal of the Linnean Society, januari 2008, volume 156, nummer 1